# Metopoceras khalildja
Metopoceras khalildja is een vlinder uit de familie uilen (Noctuidae). De wetenschappelijke naam is voor het eerst geldig gepubliceerd in 1884 door Oberthur.
De soort komt voor in Europa.